# Six Feet Under
Six Feet Under (Brasil: A Sete Palmos / Portugal: Sete Palmos de Terra) é uma premiada série de televisão produzida pelo canal americano HBO. O episódio piloto foi transmitido nos Estados Unidos em 3 de junho de 2001 e, após cinco temporadas, terminou em 21 de agosto de 2005.

## Sinopse
Na série, criada por Alan Ball, Nathaniel "Nate" Fisher Jr. (Peter Krause) é o filho mais velho de Nathaniel Fisher (Richard Jenkins), o dono de uma funerária e marido dedicado, e Ruth Fisher (Frances Conroy), uma dona de casa infeliz com a vida. Ao retornar à sua cidade, após um longo período em Seattle, Nate relutantemente se torna sócio do negócio da família, junto com o seu irmão David Fisher (Michael C. Hall), que protesta contra a decisão de seu pai. Claire Fisher (Lauren Ambrose) é a filha mais nova da família, que apesar de muito próxima do irmão David, pouco conhece seu irmão Nate, que se mudara para Seattle havia anos, e raramente se encontrava com a família.

Além da família Fisher, a série também aborda as vidas de Federico "Rico" Diaz (Freddy Rodriguez), o único empregado da funerária dos Fisher que não é membro da família, apesar de ser tratado como um, Brenda Chenowith (Rachel Griffiths), a problemática namorada de Nate, e Keith Charles (Mathew St. Patrick), o namorado de David.
A série mostra um drama convencional de família, lidando com assuntos como infidelidade, homossexualidade e religião. Ao mesmo tempo, distingue-se por abordar o tópico da morte de forma diferente, explorando os seus múltiplos níveis, pessoal, religioso e filosófico, não a tratando apenas como um mero ímpeto conveniente para a solução de um assassinato.

Cada episódio começa com uma morte — e por conseqüência — um cliente da funerária. Esta morte, geralmente, dá o tom de cada episódio, permitindo aos personagens refletirem sobre as suas vidas e infortúnios, baseando-se na morte do cliente e suas consequências. Na quinta temporada, o episódio All Alone foi o primeiro a começar sem contar a história de uma morte, mas focando-se em uma morte revelada no final do episódio anterior. Outro episódio que não mostrou deliberadamente uma morte no início foi o último, Everyone's Waiting, que, em vez disso, começa com um nascimento.
Uma cena recorrente na série é o diálogo entre um dos personagens e a pessoa que morreu no início do episódio. Às vezes, a conversa é com personagens mortos mais ligados à família. Estas conversas representam o diálogo interno do personagem vivo, exposto como uma conversa externa. Outro recurso similar da série é uma conversa imaginária entre dois personagens vivos, imaginada por um deles. O trecho da conversa passa naturalmente, até que o absurdo do diálogo fica perceptível, quando a cena é abruptamente cortada, e nos leva de volta ao momento onde o diálogo deixou de ser real.
Em novembro de 2004, o criador da série e produtor executivo Alan Ball anunciou que a quinta temporada seria a última. Os produtores e roteiristas sentiram que depois de 63 episódios conseguiram dar seu recado.

## Personagens
| Ator               | Personagem                         | Relações                                                                                    |
| ------------------ | ---------------------------------- | ------------------------------------------------------------------------------------------- |
| Peter Krause       | Nathaniel Samuel "Nate" Fisher Jr. | Filho mais velho de Ruth e Nathaniel; co-operador da Fisher & Diaz.                         |
| Michael C. Hall    | David James Fisher                 | Filho do meio de Ruth e Nathaniel; co-operador da Fisher & Diaz, namorado de Keith.         |
| Frances Conroy     | Ruth Fisher                        | Matriarca dos Fisher.                                                                       |
| Lauren Ambrose     | Claire Simone Fisher               | Filha mais nova de Ruth e Nathaniel; artista da família.                                    |
| Freddy Rodriguez   | Federico Diaz                      | Co-operador e embalsamador na Fisher & Diaz com Nate e David; marido de Vanessa.            |
| Mathew St. Patrick | Keith Charles                      | Policial em LA e namorado de David.                                                         |
| Rachel Griffiths   | Brenda Chenowith                   | Filha de Margaret e Bernard Chenowith; irmã de Billy; parceira de Nate.                     |
| Jeremy Sisto       | Billy Chenowith                    | Irmão mais novo de Brenda que tem distúrbio bipolar; filho de Margaret e Bernard Chenowith. |
| Justina Machado    | Vanessa Diaz                       | Enfermeira; mulher de Federico.                                                             |
| James Cromwell     | George Sibley                      | Geólogo/professor; segundo marido de Ruth.                                                  |
| Lili Taylor        | Lisa Kimmel Fisher                 | Antiga namorada de Nate, residende em Seattle; ela depois se tornou mulher de Nate.         |

| Ator              | Personagens                 | Relações |
| ----------------- | --------------------------- | --- |
| Richard Jenkins   | Nathaniel Samuel Fisher Sr. | Patriarca da família Fisher e proprietário da Fisher & Sons Funeral Home, antes de sua morte em um acidente de carro em 2000. Marido de Ruth; pai de Nate, David e Claire. |
| Patricia Clarkson | Sarah O’Connor              | Irmã mais jovem de Ruth Fisher, artista que vive em Topanga Canyon. |
| Kathy Bates       | Bettina                     | Amiga de Sarah e zeladora que se torna amiga de Ruth. |
| Joanna Cassidy    | Margaret Chenowith          | Psicóloga mãe de Brenda e Billy; esposa de Bernard. |
| Robert Foxworth   | Dr. Bernard Chenowith       | Pai de Billy e Brenda, psiquiatra; marido de Margaret. |
| Peter Macdissi    | Olivier Castro-Staal        | Professor da Forma e Espaço na LAC-Artes; amante de Margaret Chenowith. os aspectos deste personagem podem basear-se em Nathan Oliveira.                                   |
| Rainn Wilson      | Arthur Martin               | Um jovem interno da escola Cypress College mortuária que trabalha para a casa funerária brevemente.                                                                        |
| Ben Foster        | Russell Corwin              | Amigo de Claire. |
| Mena Suvari       | Edie                        | Lésbica artista e amiga de Claire. |
| Sprague Grayden   | Anita Miller                | Amiga de Claire. |
| Marina Black      | Parker McKenna              | Amiga de Claire. |
| Eric Balfour      | Gabriel Dimas               | Namorado de Claire no high school, viciado em drogas. |
| Ed O'Ross         | Nikolai                     | Dono da Floricultura Blossom d’Amour; namorado de Ruth Fisher quando ela trabalhou como uma florista.                                                                      |
| Dina Spybey       | Tracy Montrose Blair        | É uma jovem que aparece aleatoriamente em funerais de pessoas que ela não conhece.                                                                                         |

## Recepção da crítica
Six Feet Under teve recepção geralmente favorável por parte da crítica especializada. Com base de 23 avaliações profissionais, alcançou uma pontuação de 74% no Metacritic. Por votos dos usuários do site, atinge uma nota de 9.2, usada para avaliar a recepção do público.

## Música
O tema principal foi composto por Thomas Newman, que ganhou um Emmy por Música-Tema e um Grammy por Melhor Composição Instrumental, além de Melhor Arranjo Instrumental para música-tema.

## Prêmios e indicações

### Emmy Awards
2002:
- 2002: Melhor Ator - Drama Series (Michael C. Hall, indicado)
- 2002: Melhor Ator - Drama Series (Peter Krause, nomeado)
- 2002: Melhor Atriz - Drama Series (Frances Conroy, nomeado)
- 2002: Melhor Atriz - Drama Series (Rachel Griffiths, nomeado)
- 2002: Melhor Direção de Arte - Câmera única (por "Back to the Garden", nomeado)
- 2002: Melhor Direção de Arte - Câmera única (para o "piloto", nomeado)
- 2002: Melhor Elenco - Série Drama (vencedora)
- 2002: Melhor Fotografia - Single Camera Series (para "Driving Mr. Mossback", nomeado)
- 2002: Melhor Figurino - Séries (por "Back to the Garden", nomeado)
- 2002: Melhor Diretor - Drama Series (Alan Ball (roteirista) Alan Ball (roteirista) Alan Ball para "piloto", vencedor)
- 2002: Melhor Atriz Convidada - Drama Series (Patricia Clarkson para jogar "Sarah O'Connor", vencedora)
- 2002: Melhor Atriz Convidada - Drama Series (Illeana Douglas para jogar "Angela", nomeado)
- 2002: Melhor Atriz Convidada - Drama Series (Lili Taylor para playing "Lisa", nomeado)
- 2002: Melhor Cabelo - Série de TV (para "I'll Take You", nomeado)
- 2002: Melhor Design de Título (vencedora)
- 2002: Melhor música-tema (Thomas Newman, vencedora)
- 2002: Melhor Maquiagem - sem prótese (para o "piloto", nomeado)
- 2002: Melhor Maquiagem - protético (por "A Vida Privada", vencedora)
- 2002: Melhor edição de Imagem - Câmera Única (para o "piloto", nomeado)
- 2002: Melhor Série - Drama (indicado)
- 2002: Melhor Mixagem de Som - Câmera única (para o "piloto", nomeado)
- 2002: Melhor Ator Coadjuvante - Drama  (Freddy Rodríguez, nomeado)
- 2002: Melhor Atriz Coadjuvante - Drama (Lauren Ambrose, nomeado)

2003:
- 2003: Melhor Ator - Drama (Peter Krause, nomeado)
- 2003: Melhor Atriz - Drama (Frances Conroy, nomeado)
- 2003: Melhor Direção de Arte - Câmera Única (para "a abertura", nomeado)
- 2003: Melhor Elenco - Série Drama (venceu)
- 2003: Melhor Fotografia - Câmera Única (para "Nobody Sleeps", nomeado)
- 2003: Melhor Figurino - Séries (por "Tears, Bones and Desire", nomeado)
- 2003: Melhor Diretor - Drama (Alan Poul para Sleeps "Nobody", nomeado)
- 2003: Melhor Ator Convidado - Drama  (James Cromwell por "George Sibley", nomeado)
- 2003: Melhor Atriz Convidada - Drama (Kathy Bates por "Bettina", nomeado)
- 2003: Melhor Cabelo - Série de TV (por "Perfect Circles", nomeado)
- 2003: Melhor Maquiagem - Sem prótese (em "Perfect Circles", nomeado)
- 2003: Melhor Maquiagem - Protése (em "Perfect Circles", nomeado)
- 2003: Melhor Série - Drama (indicado)
- 2003: Melhor Atriz Coadjuvante - Drama Series (Lauren Ambrose, nomeado)
- 2003: Melhor Atriz Coadjuvante - Drama Series (Rachel Griffiths, nomeado)
- 2003: Melhor Roteiro - Série Dramática (Craig Wright de "Twilight", nomeado)

2005:
- 2005: Melhor Atriz - Drama Series (Frances Conroy, nomeado)
- 2005: Melhor Direção de Arte - Single-Camera Series (para "moendo o milho", "Bomb Shelter" e "Untitled", nomeado)
- 2005: Melhor Fotografia - Single-Camera Series (por "Untitled", nomeado)
- 2005: Melhor Figurino - Series (para "moendo o milho", nomeado)
- 2005: Melhor Série - Drama (indicado)

2006:
- 2006: Melhor Ator - Drama Series (Peter Krause, nomeado)
- 2006: Melhor Atriz - Drama Series (Frances Conroy, nomeado)
- 2006: Melhor Direção de Arte - Single-Camera Series (para "Everyone's Waiting", "Holding My Hand" e "Singing For Our Lives", nomeado)
- 2006: Melhor Diretor - Drama Series (Alan Ball para "Everyone's Waiting", nomeado)
- 2006: Melhor Atriz Convidada - Drama Series (Joanna Cassidy por "Margaret Chenowith", nomeado)
- 2006: Melhor Atriz Convidada - Drama Series (Patricia Clarkson, vencedora)
- 2006: Melhor Cabelo - Série de TV (para "Everyone's Waiting", nomeado)
- 2006: Melhor Maquiagem - Protése (para "Everyone's Waiting", vencedora)
- 2006: Melhor Roteiro - Série Dramática (Alan Ball para "Everyone's Waiting", nomeado)

### Golden Globes
2001:
- Melhor Ator - Série de Drama(Peter Krause, nomeado)
- Melhor Série (drama) (vencedora)
- Melhor Atriz Coadjuvante - Série de Drama (Rachel Griffiths, vencedora)

2002:
- Melhor Ator - Série de Drama (Peter Krause, nomeado)
- Melhor Atriz - Série de Drama (Rachel Griffiths, nomeado)
- Melhor Série - Drama (indicado)

2003:
- Melhor Atriz - Série Dramática (Frances Conroy, vencedora)
- Melhor Série - Drama (indicado)

## Países onde a série foi exibida
Six Feet Under foi veiculada nos seguintes canais de TV no mundo:
- África do Sul: e-tv
- Alemanha: 13 de abril de 2003 no Vox no Premiere
- Austrália: 18 de fevereiro de 2002 no Nine Network;
- Áustria: 9 de setembro de 2004 no ORF 1
- Brasil: 28 de abril de 2002 na HBO[2], posteriormente no SBT e Warner Channel
- Canadá: 11 de junho de 2001 no canal TMN e 2003 no Showcase
- Dinamarca: 13 de janeiro de 2003 na TV2
- Espanha: 6 de maio de 2003 na TVE 2 e FOX
- Estados Unidos: 3 de junho de 2001 na HBO
- Estónia: Kanal 2
- Finlândia: 4 de fevereiro de 2003 no MTV3
- França: 6 de dezembro de 2001 no Canal Jimmy e France 2
- Hong Kong: Pearl
- Hungria: 7 de setembro de 2002 no HBO
- Índia: Zee English
- Irlanda: RTÉ Two
- Israel: 7 de dezembro de 2003 no Channel 2
- Itália: 20 de maio de 2004 no Italia 1 e FOX
- Japão: 1 de julho de 2005 no SUPER CHANNEL
- México: Canal 5
- Noruega: NRK
- Nova Zelândia: no TV One (TVNZ)
- Países Baixos: 20 de janeiro de 2003 no Nederland 3/NPS
- Polónia: TVN e na HBO
- Portugal: 10 de junho de 2002 na RTP 2 e FOX / FX / FOX:Next
- Reino Unido: 10 de junho de 2002 no Channel 4 e E4
- Chéquia: 2002 no HBO, 2003 no ČT2
- Rússia: NTV
- Sérvia: TV Pink
- Suécia: 2 de março de 2003 na SVT
- Suíça : SF Schweizer Fernsehen (SF zwei)
- Taiwan: HBO Asia
- Turquia: CNBC-e